# Madama Butterfly
Madama Butterfly ist eine Oper (Originalbezeichnung: „Tragedia giapponese“) von Giacomo Puccini. Das Libretto stammt von Giuseppe Giacosa und Luigi Illica. Es basiert auf der Erzählung Madame Butterfly (1898) von John Luther Long und der Tragödie Madame Butterfly. A Tragedy of Japan (1900) von David Belasco. Die Oper wurde in ihrer ursprünglichen Fassung als Zweiakter am 17. Februar 1904 im Teatro alla Scala in Mailand uraufgeführt. Die erste Sängerin der Titelpartie war die von Puccini verehrte Sopranistin Rosina Storchio. Die Uraufführung der dreiaktigen Neufassung fand am 28. Mai 1904 in Brescia statt.

## Handlung
Die Oper spielt bei Nagasaki um das Jahr 1900.
Die in der Zweitfassung entfernten Inhalte sind innerhalb eckiger Klammern wiedergegeben.

### Erster Akt
Ein japanisches Haus mit Terrasse und Garten auf einem Hügel, im Hintergrund Nagasaki mit dem Hafen
Der amerikanische Marineoffizier Pinkerton – stationiert in Nagasaki – hat über den Vermittler Goro ein Haus zur Nutzung für 999 Jahre erworben, inklusive des Geisha-Mädchens Cio-Cio-San, genannt Butterfly. Goro führt ihn durch das Haus und stellt ihm die Angestellten vor, darunter die Zofe Suzuki. [Pinkerton macht sich über deren Namen lustig und gibt ihnen stattdessen Nummern.] Jetzt erscheint der Konsul Sharpless, und Pinkerton schwärmt ihm von seinem genießerischen Yankee-Leben vor (Pinkerton: „Dovunque al mondo“). Er freut sich darüber, sogar seine japanische Ehe jederzeit monatlich kündigen zu können. Sharpless rät ihm, nicht zu leichtfertig mit der neuen Verbindung umzugehen: Butterfly habe sich im Konsulat nach Amerika erkundigt und nehme die Heirat sehr ernst. Doch Pinkerton verwirft diesen Gedanken. Er trinkt auf seine zukünftige Ehe mit einer echten Amerikanerin.

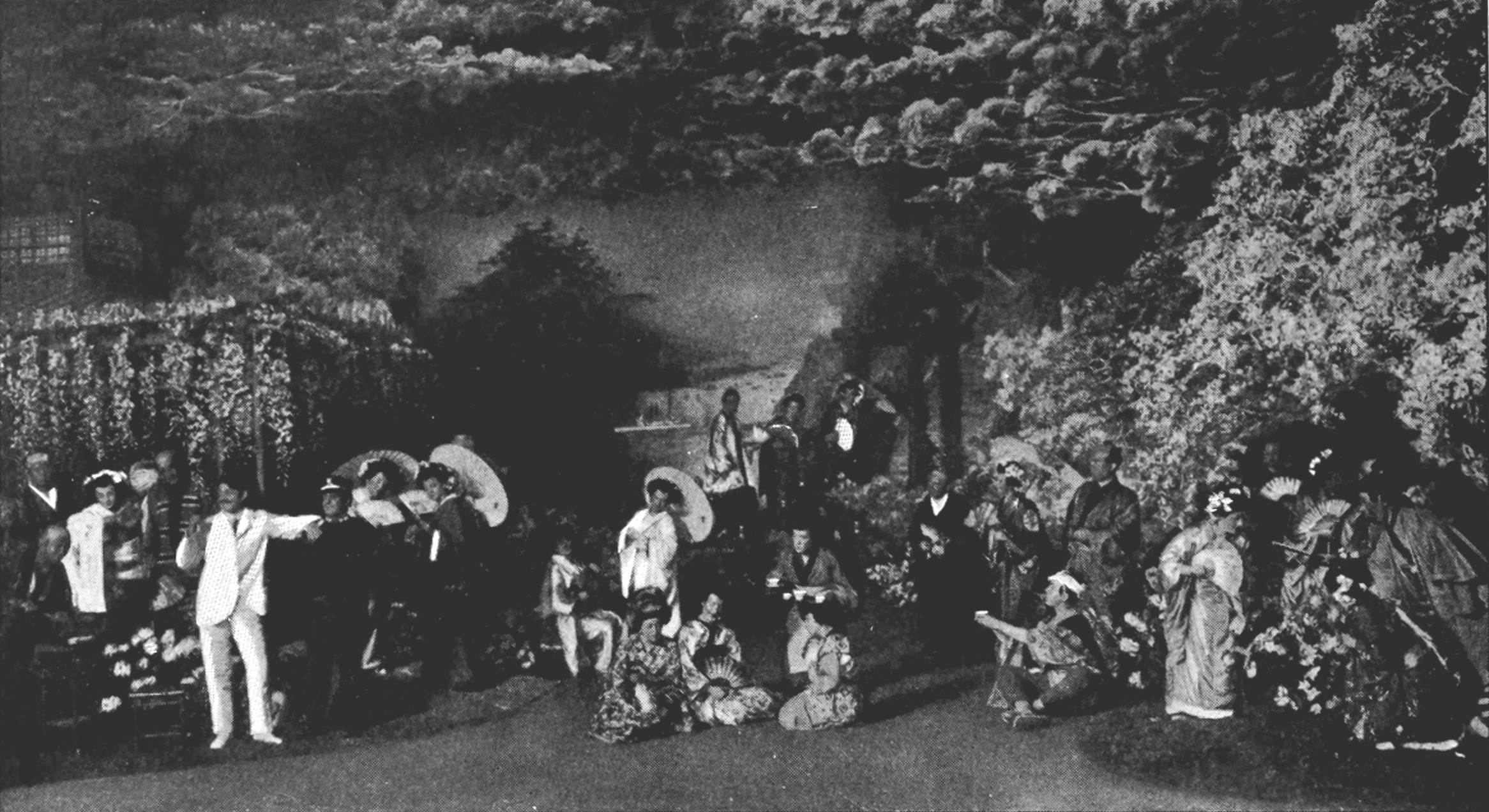
Die Hochzeitsszene

Goro meldet die Ankunft Butterflys und ihrer Freundinnen. Butterfly erzählt Pinkerton und Sharpless gut gelaunt ihre Lebensgeschichte: Seit ihre einst adlige Familie verarmt ist, arbeitet sie als Geisha. Ihr Vater ist verstorben, und sie ist fünfzehn Jahre alt. Jetzt treffen auch der Regierungskommissar, der Standesbeamte und Butterflys Verwandte ein. [Bei der Vorstellung lernt Pinkerton Butterflys Onkel Yakusidé und eine Base mit ihrem Sohn kennen.] Die Mutter, die Tante und weitere Verwandte bewundern das schöne Haus, während die Base und andere Verwandte abfällige Bemerkungen über die geplante Hochzeit machen. Yakusidé interessiert sich nur für den Wein. Butterfly zeigt Pinkerton ihre persönlichen Gegenstände, darunter auch den Dolch, mit dem ihr Vater auf Befehl des Mikados Seppuku begangen hatte, sowie einige religiöse Ahnenfiguren. Sie teilt Pinkerton im Geheimen mit, dass sie am Vortag ohne Wissen der Familie im Missionshaus den christlichen Glauben angenommen hat (Butterfly: „Io seguo il mio destino“). [Sie erwähnt beiläufig, dass Pinkerton für sie 100 Yen bezahlt hat und wirft die Figuren von sich.]

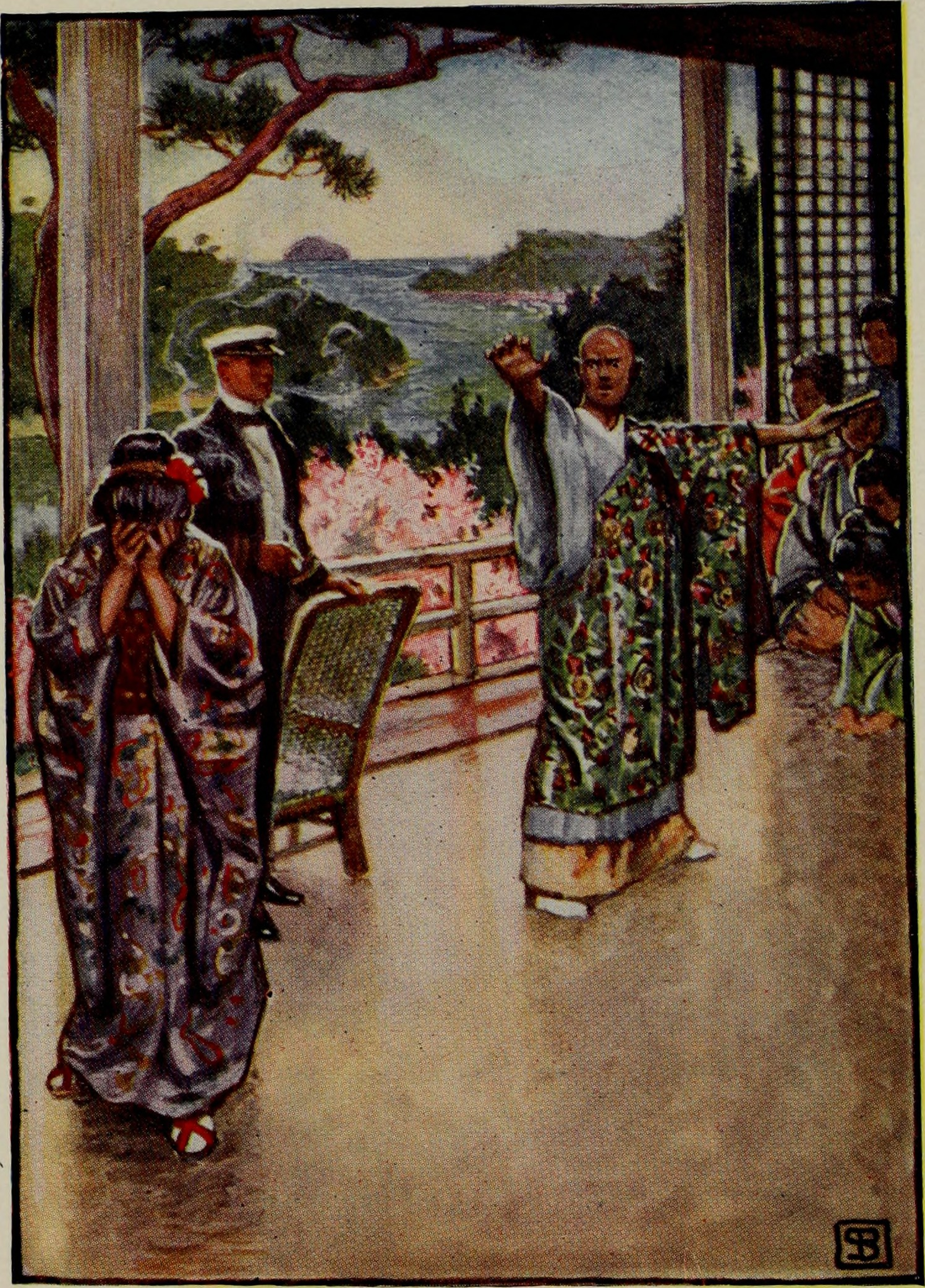
Der Onkel verflucht Butterfly

Der Kommissar vermählt nun offiziell Pinkerton und Butterfly. [Es gibt eine kurze Störung, als Yakusidé und das Kind vorzeitig zum Konfekt greifen.] Sharpless und der Kommissar verabschieden sich. Die Familie stößt auf das Paar an. [Pinkerton bittet den inzwischen betrunkenen Yakusidé, ein Lied vorzutragen (Pinkerton: „All’ombra d’un Kekì“).] Die Feier wird durch Butterflys Onkel, einen Bonzen (Priester), abrupt beendet: Er verflucht Butterfly wegen ihres Besuchs im Missionshaus. Sie wird von ihrer empörten Familie verstoßen. Nachdem die Angehörigen gegangen sind, tröstet Pinkerton seine Braut. Suzuki spricht im Haus ein japanisches Abendgebet. Pinkerton und Butterfly erfreuen sich eine Weile gemeinsam an der Stille des mittlerweile angebrochenen Abends (Butterfly/Pinkerton: „Viene la sera“). Anschließend wird Butterfly von Suzuki für die Hochzeitsnacht zurechtgemacht. Beide genießen im Garten ihre Liebe (Duett: „Bimba dagli occhi pieni di malia“). [Butterfly gibt zu, dass sie erschrocken war, als sie von seinem Antrag erfahren hatte.] Sie ist schon mit der geringsten Liebeszuwendung glücklich (Duett: „Vogliatemi bene, un bene piccolino“). Als Pinkerton sie mit einem gefangenen Schmetterling vergleicht, den man festnagelt, damit er nicht mehr fliehen kann, glaubt sie, sie seien nun für immer vereint.

### Zweiter Akt [zweiter Akt, erster Teil]
Das Innere von Cio-Cio-Sans Haus
Drei Jahre sind vergangen. Pinkerton hat Butterfly kurz nach der Hochzeit verlassen, aber versprochen, bald wiederzukommen. Suzuki bittet die japanischen Götter, dass Butterfly wieder ihr Glück finden möge. Butterfly hofft eher auf den Gott der Amerikaner. Obwohl Pinkerton den Konsul angewiesen hat, ihre Wohnung zu bezahlen, haben sie mittlerweile finanzielle Probleme. Butterfly erinnert die zweifelnde Suzuki an Pinkertons Versprechen, zurückzukehren, wenn die Rosen erblühen und die jungen Rotkehlchen im Nest zwitschern. Sie stellt sich bildhaft seine Ankunft in einem weißen Kriegsschiff vor (Butterfly: „Un bel dì, vedremo“). Suzuki zieht sich zurück.

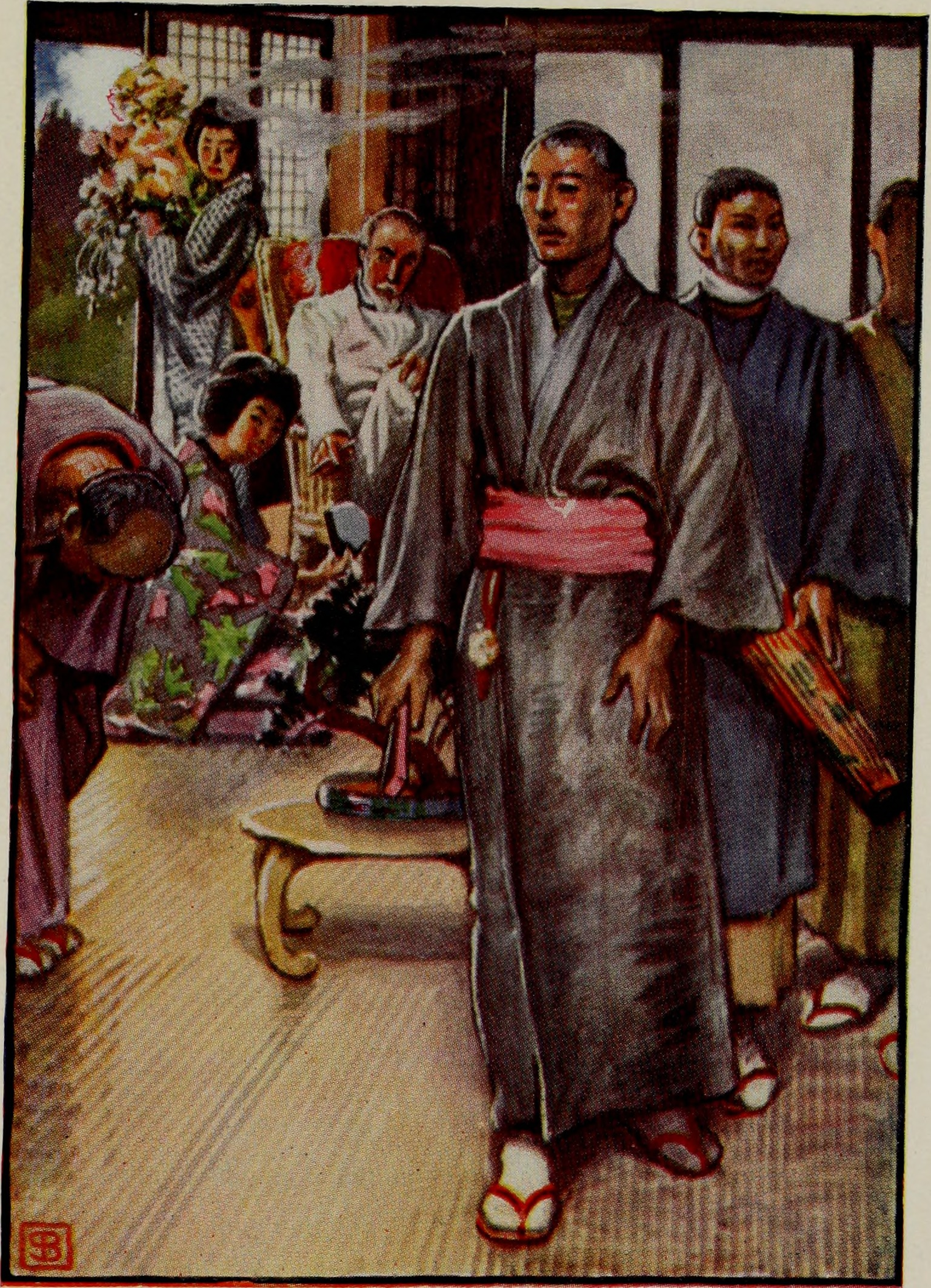
Yamadoris Abgang

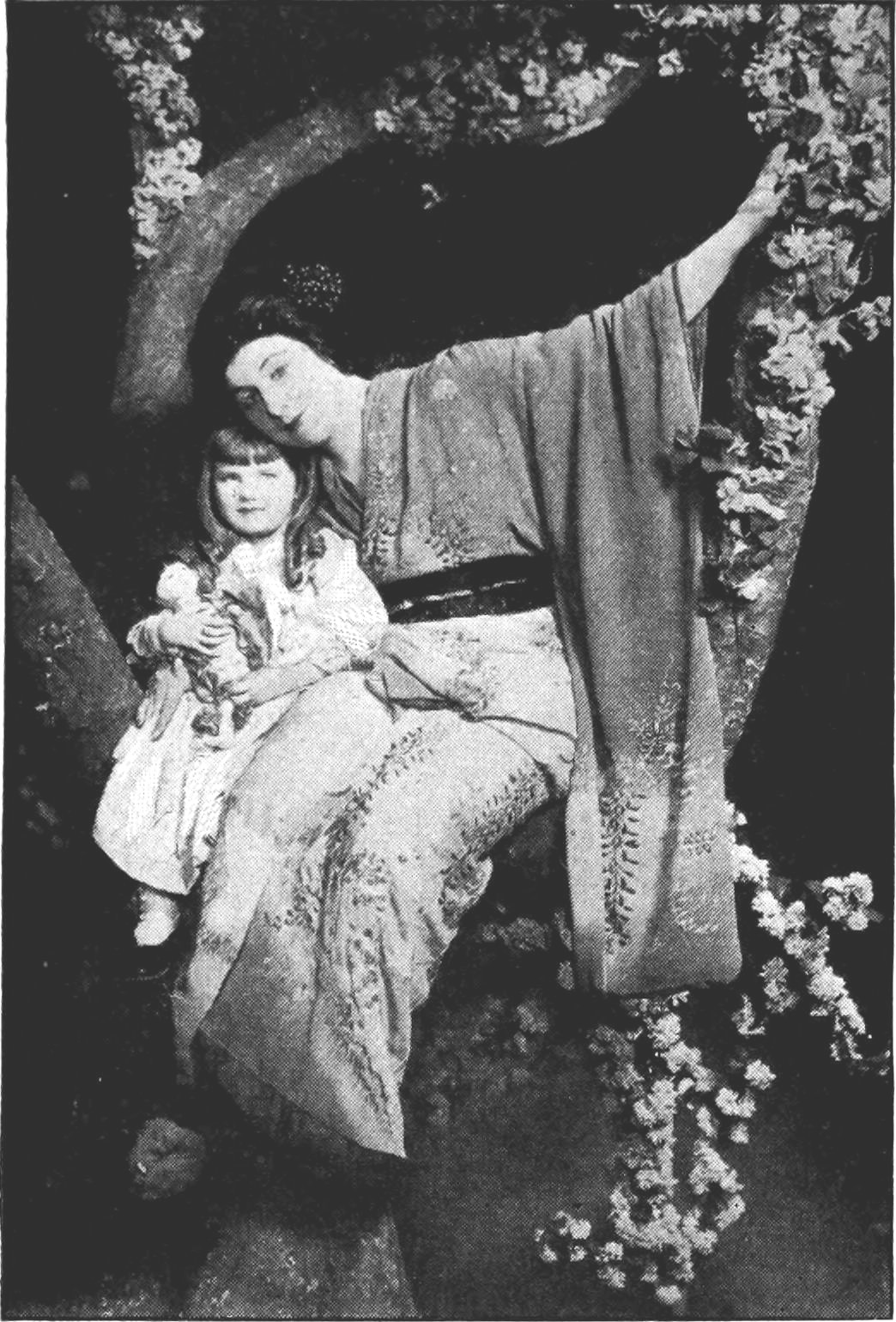
Butterfly und Dolore

Da treffen Goro und der Konsul im Garten ein. Butterfly begrüßt sie freudig. Sharpless hat einen Brief Pinkertons erhalten. Bevor er ihn zeigen kann, will Butterfly von ihm wissen, wann in Amerika die Rotkehlchen brüten. Darauf hat Sharpless keine Antwort. Mit Unterstützung Goros wird der reiche Yamadori vorstellig: er will Butterfly heiraten. Nach japanischem Recht gilt eine verlassene Ehefrau als geschieden. Sie verhöhnt ihn: ihre „amerikanische“ Ehe sei nicht so leicht zu lösen. Yamadori verabschiedet sich schweren Herzens. Nun will Sharpless Butterfly behutsam darauf vorbereiten, dass Pinkerton zwar nach Japan unterwegs ist, jedoch nicht, um bei ihr zu bleiben. Er beginnt, ihr den Brief vorzulesen – doch Butterfly verhindert, dass er ihr die bittere Nachricht mitteilen kann, da sie ihn nach jeder Zeile unterbricht und alles nach ihren Wünschen interpretiert. Sharpless rät ihr dennoch, Yamadoris Antrag anzunehmen. Da präsentiert Butterfly ihm ihr dreijähriges Kind, Pinkertons Sohn, von dem dieser noch nichts weiß. Sharpless solle Pinkerton von ihm berichten, dann werde er sofort herbeieilen. An ihren Sohn gewendet, erklärt sie, dass sie eher sterben wolle als zu betteln oder noch einmal als Geisha zu arbeiten (Butterfly: „Che tua madre“). Sein Name sei „Dolore“ („Kummer“), doch nach der Rückkehr seines Vaters werde er „Gioia“ („Jubel“) heißen. Sharpless verspricht, Pinkerton von seinem Sohn zu berichten, und geht. Suzuki zieht Goro gewaltsam in die Wohnung und bezichtigt ihn, falsche Gerüchte über den Vater des Kindes zu verbreiten. Butterfly wirft ihn unter Drohungen hinaus. Suzuki trägt das Kind fort.

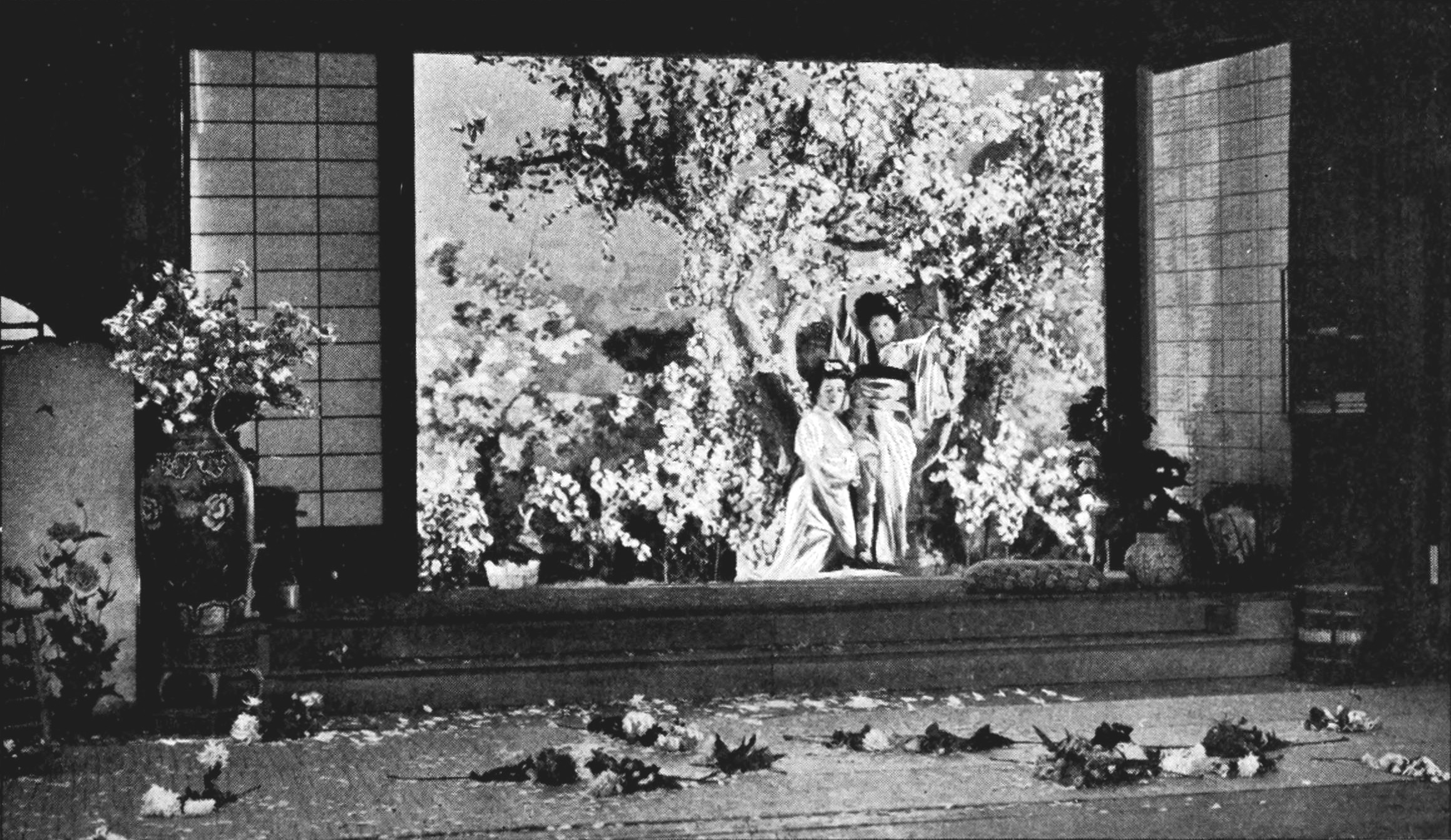
Butterfly und Suzuki im Garten

Plötzlich verkündet ein Kanonenschuss die Ankunft von Pinkertons Schiff. Butterfly fordert Suzuki auf, das Haus zum Empfang mit blühenden Kirschzweigen und Blumen zu schmücken (Duett: „Scuoti quella fronda“). Sie lässt sich ihr Brautkleid bringen, um Pinkerton darin gemeinsam mit Suzuki und ihrem Sohn zu erwarten. [Sie singt ein Wiegenlied für das Kind.] Während Butterfly durch kleine Löcher in den Wänden nach draußen blickt, schlafen Suzuki und das Kind bald ein. Draußen erklingen mysteriöse Stimmen (Voci misteriose a bocca chiusa – Summchor).

### Dritter Akt [zweiter Akt, zweiter Teil]
Ebenda

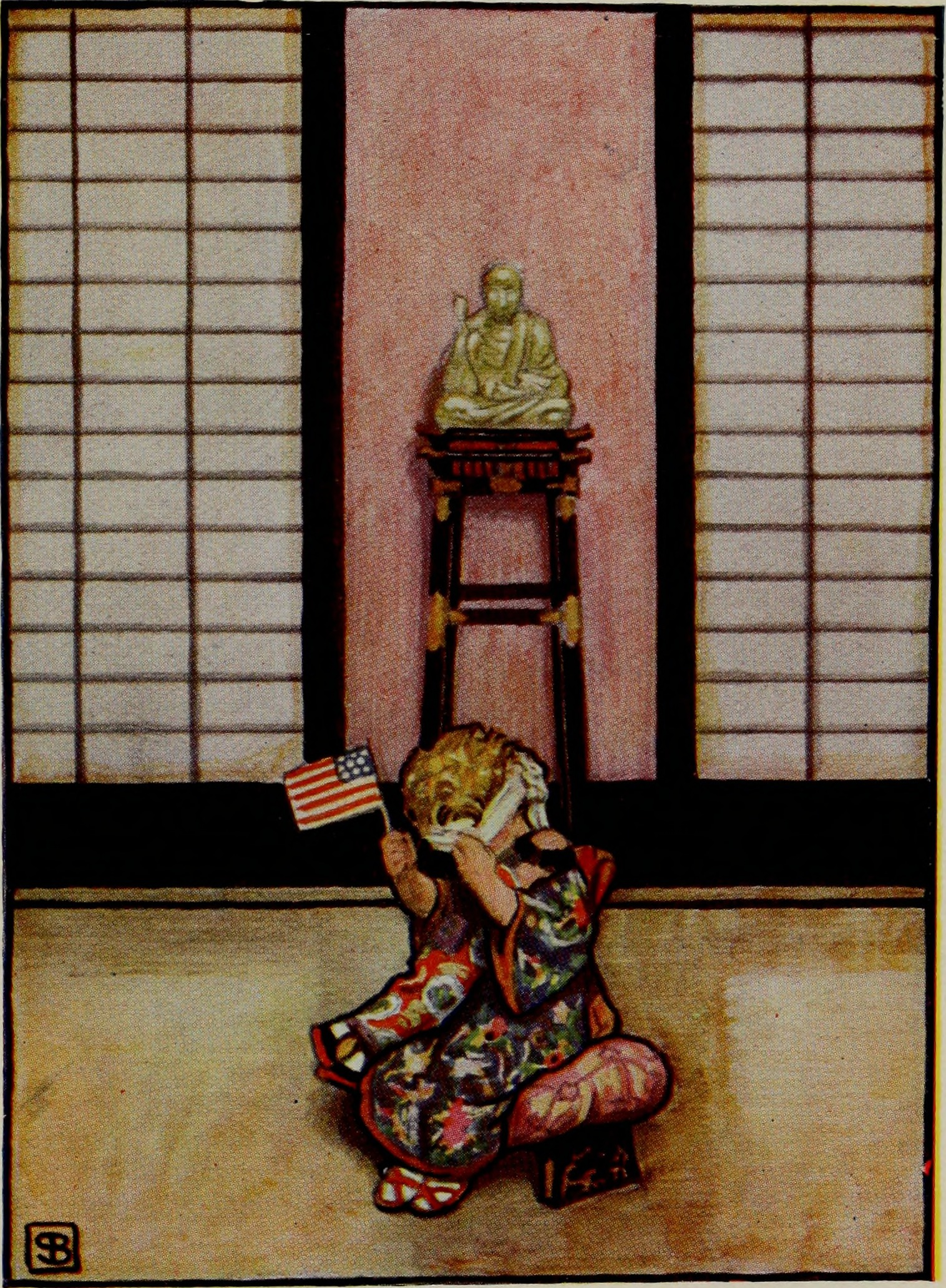
Das Ende

Eine Nacht ist wachend vergangen, Pinkerton ist noch nicht erschienen. Butterfly zieht sich mit dem Kind zurück, um etwas Ruhe zu finden. Suzuki verspricht, sie zu holen, falls Pinkerton auftauchen sollte. Kurz darauf wird Suzuki von Sharpless und Pinkerton überrascht. Vor dem Haus wartet Kate, Pinkertons Frau. Sie kommen, um das Kind in eine gesicherte Zukunft – nach Amerika – zu holen. Pinkerton bittet Suzuki, Butterfly noch nicht zu wecken, weil er sie um Hilfe bei der Übergabe bitten will. Er denkt reumütig an die Vergangenheit zurück (Terzett Sharpless/Suzuki/Pinkerton: „Io so che alle sue pene“). Da er es nicht ertragen kann, Butterfly wiederzusehen, flieht er jedoch aus dem Haus[, nachdem er Sharpless etwas Geld für sie gegeben hat] (Pinkerton: „Addio fiorito asil“). Suzuki verspricht Kate, Butterfly zu überreden, ihr das Kind zu überlassen. Als Butterfly nach ihrer Rückkehr den Konsul und die noch immer draußen wartende Kate erblickt, erkennt sie die Wahrheit. [Kate bittet sie um das Kind.] Butterfly schickt alle fort und erklärt, dass sie das Kind nur Pinkerton persönlich übergeben wolle. [Das ihr von Sharpless angebotene Geld weist sie zurück.] Sie bittet Suzuki, sich um das Kind zu kümmern und sie allein zu lassen. [Sie singt ein Lied über den Tod.] Dann zündet sie ein Licht vor einem Schrein an, kniet nieder, nimmt den Dolch ihres Vaters und liest den darauf geschriebenen Samurai-Wahlspruch: „Ehrenvoll sterbe, wer nicht länger mehr leben kann in Ehren.“ Als sie sich das Messer an die Kehle setzt, kommt ihr Sohn hereingelaufen. Sie lässt den Dolch fallen, umarmt und küsst ihn leidenschaftlich (Butterfly: „Tu, tu piccolo iddio“), bevor sie ihn auf eine Matte setzt, ihm eine kleine amerikanische Fahne gibt und ihm die Augen verbindet. Anschließend tritt sie hinter einen Wandschirm. Man hört das Messer fallen, und sie stürzt zu Boden. Von draußen ruft Pinkerton nach ihr. Sie schleppt sich mit letzter Kraft zu dem Kind. Pinkerton und Sharpless finden sie sterbend neben ihm.

## Gestaltung

### Instrumentation
Die Orchesterbesetzung der Oper enthält die folgenden Instrumente::251
- Holzbläser: drei Flöten (3. auch Piccolo), zwei Oboen, Englischhorn, zwei Klarinetten, Bassklarinette, zwei Fagotte
- Blechbläser: vier Hörner, drei Trompeten, drei Posaunen, Bassposaune
- Pauken, Schlagzeug: große Trommel, kleine Trommel, Becken, Triangel, Tamtam, japanisches Tamtam, Glockenspiel, japanisches Glockenspiel (oder Vibraphon), Glocken in es’, f’, fis’, g’ und a’
- Harfe
- Streicher
- Bühnenmusik hinter der Szene: Glöckchen in a’ und e’’, Röhrenglocken, japanische Glocken, Vogelpfeife, Tamtam, großes Tamtam, Viola d’amore, Kanonenschlag, Geräusche einer Ankerkette, Summchor (Sopran, Tenor)

### Musik
Wesentlich für das Werk ist der Gegensatz zwischen dem westlichen und dem fernöstlichen Lebensstil, den Puccini von Anfang an auch musikalisch ausdrückt. Die Oper beginnt mit einer Fuge, in der Puccini ein exotisches musikalisches Thema auf typisch westliche Weise verarbeitet. Pinkertons Bekenntnis „Dovunque al mondo“ enthält bereits die beiden westlichen Hauptthemen der Oper. Umrahmt wird diese Arie durch ein Zitat der damaligen Marinehymne (ab 1931 die amerikanische Nationalhymne „The Star-Spangled Banner“) in den Bläsern. Nach Pinkertons Duett mit dem Konsul Sharpless wird das westliche Kolorit durch ein japanisches abgelöst, als der Heiratsvermittler Goro mit den Frauen eintrifft.:259
Puccini bemühte sich intensiv, eine glaubhafte „japanische Färbung“ zu erreichen.:254 Zur Inspiration dafür nutzte er unterschiedliche Quellen: Er besuchte eine Aufführung der als Geisha ausgebildeten Schauspielerin und Tänzerin Kawakami Sadayakko während ihrer Welttournee im März und April 1902. Die Gattin des japanischen Botschafters in Rom, Hisako Oyama, sang ihm traditionelle Volkslieder vor und half ihm bei den japanischen Namen. Außerdem erhielt er Hinweise des belgischen Musikwissenschaftlers und Asien-Experten Gaston Knosp. Er konnte auf europäische Notensammlungen transkribierter japanischer Melodien zurückgreifen und bat im Januar 1903 Alfred Michaelis von der Gramophone Company um Schallplatten mit japanischer Volksmusik. Letztere trafen allerdings vielleicht zu spät ein.:253 Beim Auftritt des kaiserlichen Kommissars erklingt ein Ausschnitt der japanischen Nationalhymne Kimi Ga Yo. Zwei Motive der Cio-Cio-San sind auf chinesische Volksmusik zurückzuführen. Erst 2012 wies der Musikwissenschaftler W. Anthony Sheppard nach, dass Puccini diese einer in der Schweiz hergestellten Musik-Box mit westlich assimilierten chinesischen Melodien entnahm. Bei diesem Instrument handelte es sich um eine „Harmoniphōne“ genannte Kombination eines Carillons mit einem Harmonium.:258 Die erste dieser Melodien ist besonders eng mit der Figur der Butterfly verbunden. Im ursprünglichen chinesischen Text schildert ein Mann auf erotische Weise den ganzen Körper einer Frau. In der Oper taucht die Melodie erstmals vollständig im ersten Akt zu den Worten „Io seguo il mio destino“ auf, in denen Cio-Cio-San Pinkerton beschreibt, was sie seinetwegen alles aufgegeben hat. Der mechanische Klang der Musik-Box, die naturgemäß einige Eigenheiten fernöstlicher Musik wie die typischen Glissandi oder die originale Klangfarbe der Instrumente nicht wiedergeben konnte, beeinflusste außerdem Puccinis Instrumentation der japanisch gefärbten Passagen.:150
Das Ergebnis von Puccinis Studien sind äußerst ungewöhnliche Klangfarben, die er mit Instrumenten wie Tamtam, japanischen Schellentrommeln, japanischem Klaviaturglockenspiel oder Röhrenglocken erzielt. Die Kommentare der japanischen Verwandten Cio-Cio-Sans bei der Hochzeitsfeier erklingen über einem pentatonischen Ostinato.:257 Auch der Satz der Begleitstimmen wirkt vielfach exotisch. Puccini erreicht dies durch für ihn ansonsten untypische Methoden wie unisono mit der Gesangsstimme geführten Instrumenten oder leere Quinten. Außerdem setzt er Orgelpunkte, Bass-Ostinati, Klangwechsel, Ganztonfolgen und übermäßige Dreiklänge ein. All diese Techniken nutzt Puccini vorwiegend für die Nebenfiguren. Die Partie des Pinkerton entspricht dagegen ganz seinem typischen lyrischen Idiom. Amerikanische Besonderheiten sind lediglich bestimmte englische Ausdrücke oder das Zitat der späteren amerikanischen Nationalhymne. Die Musik der Cio-Cio-San verbindet fernöstliche und europäische Charakteristiken.
Richard Erkens wies darauf hin, dass Puccini die Titelfigur mit drei unterschiedlichen „Dimensionen“ ausstattete. Zu Beginn gehört sie der japanischen „Weiberschar“ an. Während sie mit den anderen Frauen auf den Hügel steigt, erklingt gesummt eine originale japanische Melodie, das Tanz-Motiv der „aufgehenden Sonne“ aus dem Kabuki-Theater, begleitet von Fagott und Streicher-Pizzicati, deren Klänge an die japanischen Instrumente Koto und Shamisen denken lassen. Gleichzeitig orientiert sich Cio-Cio-San am Westen. Die hinter der Bühne gesungene verführerische Largo-Melodie basiert vollständig auf westlicher Harmonik. Der dritte Aspekt zeigt sie als Verbindung östlicher und westlicher Elemente. Am Schluss ihrer Auftrittsszene fordert sie die anderen Frauen auf, sie nachzuahmen und vor Pinkerton auf die Knie zu fallen. Zu dieser Pantomime erklingt eine pentatonische Melodie, das chinesische „Shiba mo“ aus dem „Harmoniphōne“, die aber von westlichen Instrumenten mit ebenso westlichen Harmonien begleitet wird. Das Niederknien des Ostens vor dem Westen erfolgt somit nicht nur szenisch, sondern auch in der Musik.:260

### Wichtige Musikstücke
Vogliatemi bene, un bene piccolino
Dieses Liebesduett beendet den ersten Akt. Es wird dominiert durch Butterflys innigen Gesang. Pinkerton ist eigentlich nicht an einer langfristigen Beziehung mit Butterfly interessiert. Trotzdem fühlt er sich zu ihr hingezogen und er begehrt sie. Sie glaubt, mit der Heirat eine gute Partie gemacht zu haben, und wünscht sich, dass er sie auch ein bisschen liebt.
Un bel dì, vedremo
Die Arie ist der musikalische Höhepunkt des zweiten Aktes. Butterfly wartet schon seit drei Jahren auf die Rückkehr ihres Ehemannes. Sie ist verarmt und gesellschaftlich verachtet. Sie gilt als geschieden, weil ihr Mann sie verstoßen hat, doch sie hält an ihrem Glauben fest, dass er zurückkommen wird. In der Arie malt sie sich aus, wie er zurückkommt und wie sie dann triumphieren wird.
Addio fiorito asil
Dies ist Pinkertons einzige Arie. Nachdem er in Cio-Cio-Sans Haus zurückgekehrt ist und mit Suzuki darüber gesprochen hat, dass es für Cio-Cio-San zu schmerzhaft wäre, wenn er sich persönlich von ihr verabschieden würde, beschwört er die glücklichen gemeinsamen Stunden und bekennt seine Feigheit.
Tu, tu piccolo iddio
Dies ist die Todes- und Schlussarie der Oper. Butterfly kniet nieder, um sich mit dem Messer ihres Vaters zu töten. Plötzlich kommt ihr Kind herein. Sie nimmt Abschied. Das Kind verlässt die Szene und Butterfly tötet sich. Danach wird die Musik noch einmal dramatisch. Pinkerton ruft dreimal „Butterfly“. Das Orchester hat das letzte Wort und scheint zunächst traditionell in der Tonika (und zwar hier h-Moll) zu schließen, ehe es überraschend den Sextakkord der Submediante (G-Dur) anfügt (vom Individualpsychologen und Suizidforscher Erwin Ringel im Hinblick auf den offenen Charakter dieses Opernschlusses mit der Phantasie Butterflys über den eigenen Tod hinaus gedeutet).

## Werkgeschichte

### Entstehung
Das Libretto zu Madama Butterfly stammt wie die Texte zu Puccinis vorausgegangenen Opern La Bohème und Tosca von Giuseppe Giacosa und Luigi Illica. Alle drei Opern entstanden unter der „Supervision“ des Verlegers Giulio Ricordi.:81 Der Text basiert auf der Erzählung Madame Butterfly (1898) von John Luther Long und der daraus entwickelten einaktigen Tragödie Madame Butterfly. A Tragedy of Japan (1900) von David Belasco.:251
Puccinis erste Berührung mit dem Stoff war ein Besuch im Duke of York’s Theatre in London am 21. Juni 1900, wo David Belascos Tragödien-Einakter Madame Butterfly gespielt wurde. Obwohl er den englischen Text vermutlich nicht vollständig verstehen konnte, behielt er das Thema von da an als mögliches Opernsujet im Auge. Zu Beginn faszinierte ihn der Kontrast zwischen amerikanischem und japanischem Milieu. Schon bald konnte sein Verleger Ricordi bzw. dessen Vertreter George Maxwell von Belasco die Rechte erlangen. Im März 1901 erhielt Puccini eine Übersetzung von John Luther Longs auf dem Drama basierender Erzählung Madame Butterfly, die 1898 im Century Illustrated Monthly Magazine herausgegeben worden war.:252
Anhand der Erzählung Longs begann Luigi Illica sofort mit dem Entwurf eines Librettos, in dem er mehrere unterschiedliche Schauplätze vorsah, um den Gegensatz zwischen amerikanischer und japanischer Kultur hervorzuheben. Für das japanische Lokalkolorit ließ er sich dabei durch Pierre Lotis Novelle Madame Chrysanthème (1887) inspirieren. Das Werk war ursprünglich als Zweiakter konzipiert. Analog zum Anfang von La Bohème, wo sich das Hauptpaar kennenlernt, handelt der erste Teil von der Hochzeit Cio-Cio-Sans mit dem amerikanischen Marineleutnant bis zum daran anschließenden Liebesduett. Der zweite Teil sollte aus drei durch erzählende sinfonische Intermezzi miteinander verbundenen Szenen bestehen. Die beiden Rahmenszenen sollten im Wohnhaus Cio-Cio-Sans spielen, der Mittelteil dagegen im amerikanischen Konsulat von Nagasaki. Nach Pinkertons Rückkehr sollte dieser einen längeren Dialog mit dem Konsul führen. Außerdem war ein unvermutetes Zusammentreffen Cio-Cio-Sans mit der neuen Ehefrau Pinkertons vorgesehen. Das Schauspiel Belascos berücksichtigte Illica erst ab Mai/Juni 1901. Anders als Puccini hielten er und Giacosa, der für die Verse zuständig war, es für weniger bühnenwirksam als die Erzählung Longs. Ende 1901 war das Libretto weit fortgeschritten. Puccini hatte zu dieser Zeit bereits mit der Komposition des ersten Akts begonnen und führte eine briefliche Korrespondenz mit Illica über die Musik des zweiten Teils.:252
Im Juni 1902 war die Arbeit am Libretto abgeschlossen, und am 7. September vollendete Puccini die „Klavierverlaufsskizze“ des ersten Akts. Während der folgenden Komposition des zweiten Akts entschied er sich für größere Änderungen am Szenenablauf. Die Konsulatsszene fiel weg, und der ganze Akt sollte sich nun direkt am Schauspiel Belascos orientieren. Die Einwände der Librettisten waren vergeblich. In der neuen Struktur fiel der Schauplatzwechsel weg, und die Charaktere Pinkertons und seiner Frau wirkten nurmehr eindimensional. Der dramatische Schwerpunkt konzentriert sich stattdessen auf das Gefühlsleben der Titelheldin. Außerdem konnte Puccini das von ihm bewunderte Bild der „sehnsüchtig durchwachten Nacht“ von Belascos Schauspiel in seine Oper übertragen. Nach einem Autounfall am 25. Februar 1903 musste Puccini die Arbeit für mehrere Monate unterbrechen. Am 15. September war der erste Akt fertig instrumentiert, und am 27. Dezember 1903 konnte er die Komposition abschließen. Zu diesem Zeitpunkt hatten die Uraufführungsproben möglicherweise bereits begonnen. Erst Ende Januar 1904 waren die Orchesternoten verfügbar. Puccini war bei den Proben anwesend. Ansonsten wurde das Publikum weitgehend ausgeschlossen.:253

### Uraufführung
Die zweiaktige Erstfassung der Oper wurde am 17. Februar 1904 am Teatro alla Scala uraufgeführt. Die Kostüme stammten von Giuseppe Palanti und das Bühnenbild von Vittorio Rota und Carlo Songa:251 (bzw. laut Pipers Enzyklopädie des Musiktheaters von Lucien Jusseaume). Die Sopranistin Rosina Storchio sang die Titelpartie. Weitere Sänger waren Giuseppina Giaconia (Suzuki), Giovanni Zenatello (B. F. Pinkerton), Giuseppe De Luca (Sharpless), Gaetano Pini-Corsi (Goro), Paolo Wulmann (Bonze) und Emilio Venturini (kaiserlicher Kommissar). Die musikalische Leitung hatte Cleofonte Campanini.
Die Uraufführung wurde ein Fiasko, wie es Puccini sonst nie erlebte. Er zog die Partitur noch am selben Tag zurück. Die geplante römische Erstaufführung wurde abgesagt. Als Gründe für den Misserfolg werden in der Fachliteratur außer Kritik an Teilaspekten des Werks die aktuelle antijapanische Stimmung nach dem am 8. Februar ausgebrochenen Russisch-Japanischen Krieg sowie Störungen durch Anhänger der konkurrierenden Verlagshäuser Ricordi und Sonzogno genannt.:253

### Weitere Fassungen
Puccini begann direkt nach der Uraufführung mit der Überarbeitung des Werks. Er nahm einige Kürzungen und kleinere Änderungen vor. Die wesentliche Änderung war die Teilung des als zu lang empfundenen zweiten Akts zwischen dem Summchor und dem intermezzo sinfonico.:254 Der Charakter des Pinkerton wies in der Erstfassung starke Merkmale des „ugly American“ auf und enthielt zudem komische Elemente. In den späteren Fassungen entschärfte Puccini dies. Beispielsweise strich er einige herablassende Bemerkungen Pinkertons über Japaner. Außerdem erhielt Pinkerton in der letzten Szene eine neue Arie („Addio fiorito asil“), in der er Reue über sein Verhalten zeigt.:151 Im ersten Akt wurden außerdem Szenen mit dem betrunkenen Yakusidé und den schmarotzenden Verwandten Butterflys gestrichen, und im zweiten Akt eine Stelle, in der Konsul Sharpless Butterfly im Auftrag Pinkertons Geld anbietet. Im dritten Akt verlangt nun Pinkerton selbst anstelle seiner Frau das Kind. Außerdem nahm Puccini einige kleinere Änderungen an der Musik vor. So vertauschte er in Butterflys Hauptthema den zweiten und dritten Ton und vergrößerte ihren Stimmumfang bei „O a me sceso dal trone“ im dritten Akt.
Die zweite Fassung war bereits am 24. März fertiggestellt und wurde am 28. Mai 1904 in Brescia uraufgeführt.:254 Die musikalische Leitung hatte erneut Cleofonte Campanini. Giovanni Zenatello (Pinkerton) und Gaetano Pini-Corsi (Goro), die bereits in Mailand gesungen hatten, wirkten auch hier mit. Zu den weiteren Ausführenden zählten Salomea Krusceniski (Butterfly), Giovanna Lucacevska (Suzuki) und Virgilio Bellatti (Sharpless). Die Aufführung wurde ein großer Erfolg, der den anschließenden internationalen Siegeszug der Oper begründete.:254
In den nächsten Jahren überarbeitete Puccini das Werk noch mehrfach – immer dann, wenn er an Aufführungsproben teilnehmen konnte. Zu nennen sind hier die Fassungen für die Opéra-Comique in Paris (28. Dezember 1906), für die Metropolitan Opera New York (11. Februar 1907) und für das Teatro Carcano in Mailand (9. Dezember 1920). Die in diesen Jahren gedruckten Ausgaben unterscheiden sich außerdem vom jeweiligen Aufführungsmaterial, so dass die Geschichte der verschiedenen Fassungen nicht mehr vollständig im Detail nachzuvollziehen ist. In einigen Klavierauszügen wurde der Name „B. F. Pinkerton“ in „Sir Francis Blummy“ geändert, um mögliche Assoziationen an den englischen Ausdruck „bloody fool“ („b. f.“) oder das deutsche Wort „pinkeln“ zu vermeiden. Puccini hat fast bis zu seinem Tod immer wieder an dem Werk gearbeitet. Eine definitive finale Fassung lässt sich nicht nachweisen. Als „kanonisch“ galt für lange Zeit eine auf Basis der Pariser Fassung von 1906 erstellte Partitur, die Mitte 1907 im Druck erschien und auch einige der New Yorker Änderungen enthält.:254

### Rezeption

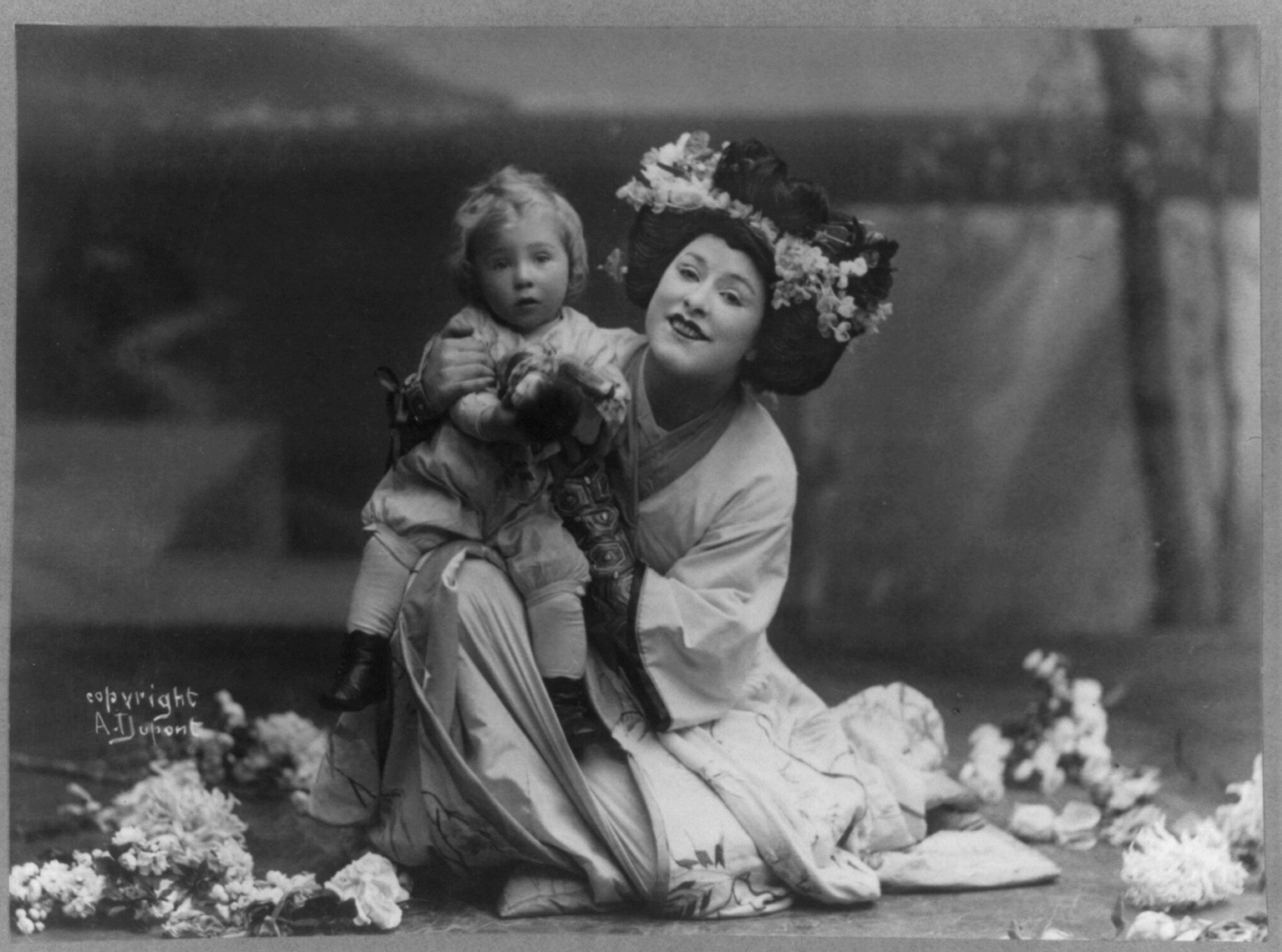
Geraldine Farrar als Cio-Cio-San, 1908

Die Oper wurde seither unzählige Male gespielt. Pipers Enzyklopädie des Musiktheaters hebt die folgenden Produktionen hervor:
- 1904: Buenos Aires – Dirigent: Arturo Toscanini; mit Rosina Storchio (Cio-Cio-San)
- 1905: Royal Opera House Covent Garden, London – Dirigent: Cleofonte Campanini; mit Emmy Destinn (Cio-Cio-San), Enrico Caruso (Pinkerton), Antonio Scotti (Sharpless)
- 1906: Opéra-Comique Paris – französische Erstaufführung; Dirigent: Franz Ruhlmann; mit Marguerite Carré (Cio-Cio-San), Edmond Clément (Pinkerton) und Jean Périer (Sharpless)
- 1907: Metropolitan Opera New York – viele Aufführungen unter Toscanini; mit Emmy Destinn oder Geraldine Farrar (Cio-Cio-San) sowie Enrico Caruso (Pinkerton) und Antonio Scotti (Sharpless)
- 1925: Metropolitan Opera New York – Regie: Wilhelm Wymetals, Bühne: Joseph Urban; Dirigent: Roberto Moranzoni; mit Florence Easton (Cio-Cio-San), Giovanni Martinelli (Pinkerton) und Antonio Scotti (Sharpless) – diese Inszenierung wurde bis 1956 beinahe jährlich gespielt
- 1925: Teatro alla Scala Mailand – erste Neuinszenierung an diesem Haus; Dirigent: Toscanini; mit Rosetta Pampanini (Cio-Cio-San) und Bruna Castagna (Suzuki) – Pampanini sang die Partie in den folgenden Jahren auch an vielen anderen Häusern
- 1930: London – Dirigent: John Barbirolli; mit Margaret Sheridan (Cio-Cio-San)
- 1931: Krolloper Berlin – Dirigent: Alexander von Zemlinsky; mit Jarmila Novotná, Charles Kullmann und Mathieu Ahlersmeyer; Regie: Hans Curjel; konstruktivistische Bühnenbilder von László Moholy-Nagy
- 1935: Mailand – Dirigent: Victor de Sabata; mit Bice Adami (Cio-Cio-San)
- 1940: New York – Dirigent: Gennaro Papi; mit Licia Albanese (Cio-Cio-San)
- 1950: London – Dirigent: Warwick Braithwaite, Regie: Robert Helpmann; mit Elisabeth Schwarzkopf (Cio-Cio-San) und Monica Sinclair (Suzuki)
- 1951: Mailand – Dirigent: Victor de Sabata; mit Licia Albanese (Cio-Cio-San) und Giacinto Prandelli (Pinkerton)
- 1955: Chicago – Dirigent: Nicola Rescigno; mit Maria Callas (Cio-Cio-San) und Giuseppe Di Stefano (Pinkerton)
- 1958: Metropolitan Opera New York – Dirigent: Dimitri Mitropoulos, Regie: Joschio Aojama; mit Antonietta Stella (Cio-Cio-San), Eugenio Fernandi (Pinkerton) und Mario Zanasi (Sharpless) – diese Inszenierung wurde bis in die 1980er Jahre gespielt
- 1978: Teatro alla Scala Mailand – Inszenierung: Jorge Lavelli; Bühne: Max Bignens; Dirigent: Georges Prêtre; mit Elena Mauti Nunziata (Cio-Cio-San) – manieristische Inszenierung mit Elementen des Kabuki-Theaters; im selben Jahr auch an Pariser Oper mit Teresa Żylis-Gara (Cio-Cio-San).
- 1978: Komische Oper Berlin – Inszenierung: Joachim Herz; Dirigent: Mark Elder – Deutsche Übersetzung von Joachim Herz und Klaus Schlegel; mit Teilen der Erstfassung; die Inszenierung legte einen Schwerpunkt auf die Kolonialismuskritik
- 1982: Teatro La Fenice Venedig – Regie: Giorgio Marini; Dirigent: Eliahu Inbal; mit Eugenia Moldoveanu bzw. Mietta Sighele (Cio-Cio-San) – hier wurden sowohl die rekonstruierte Erstfassung als auch die vierte Fassung gespielt
- 1982: Chicago – Inszenierung: Harold Prince; Dirigent: Miguel Ángel Gómez Martínez, Bühne: Clarke Dunham, Kostüme: Florence Klotz, Lichtregie: Ken Billington; mit Elena Mauti Nunziata (Cio-Cio-San) – Inszenierung im Kabuki-Stil; Wiederaufnahme 1986 mit Anna Tomowa-Sintow in der Titelrolle
- 1983: Arena von Verona – Inszenierung: Giulio Chazalette; Dirigent: Maurizio Arena; mit Rajna Kabaiwanska und Jassuko Hajaschi – Inszenierung in „ästhetisierendem Traditionalismus“
- 1983: Charleston und Spoleto – Inszenierung: Ken Russell
- 1987: Glasgow – Inszenierung: Nuria Espert; Dirigent: Alexander Gibson; mit Joko Watanabe (Cio-Cio-San) – hier spielte die Handlung in Japan nach dem Zweiten Weltkrieg; die Produktion wurde 1988 auch in London gespielt
- 1993: Opéra Bastille Paris – Regie: Robert Wilson; Dirigent: Myung-Whun Chung; mit Diana Soviero (Cio-Cio-San) – „abstrakte Licht- und Bewegungsregie“

## Aufnahmen
Madama Butterfly ist vielfach auf Tonträger erschienen. Operadis nennt 136 Aufnahmen im Zeitraum von 1909 bis 2008. Daher werden im Folgenden nur die in Fachzeitschriften, Opernführern oder Ähnlichem besonders ausgezeichneten oder aus anderen Gründen nachvollziehbar erwähnenswerten Aufnahmen aufgeführt.
- 1909 (früheste bekannte Aufnahme, Ausschnitte, englisch): René Vivienne (Cio-Cio-San), Harriet Behnne (Suzuki), Vernon Stiles (B. F. Pinkerton), Thomas Richards (Sharpless). Columbia #30152-63 (6x78s).[9]:13897
- August 1955 (Opernwelt-CD-Tipp: „künstlerisch wertvoll“[10]): Herbert von Karajan (Dirigent), Orchester und Chor des Teatro alla Scala Mailand. Maria Callas (Cio-Cio-San), Lucia Danieli (Suzuki), Luisa Villa (Kate Pinkerton), Nicolai Gedda (B. F. Pinkerton), Mario Borriello (Sharpless), Renato Ercolani (Goro), Mario Carlin (Yamadori), Plinio Clabassi (Bonze). EMI CD: 7 64421 2, EMI CD: CDS 7 47959 8, EMI LP: 29 1265 3 mono, Naxos historical 8.111026-27 (2 CD), Cantus Classics 500840 (2 CD).[9]:13930
- 1959 (Grammy Award 1962: „Beste Opernaufnahme“; Opernwelt-CD-Tipp: „künstlerisch wertvoll“[10]): Gabriele Santini (Dirigent), Orchester und Chor des Teatro dell’Opera di Roma. Victoria de los Ángeles (Cio-Cio-San), Miriam Pirazzini (Suzuki), Silvia Bertona (Kate Pinkerton), Jussi Björling (B. F. Pinkerton), Mario Sereni (Sharpless), Piero de Palma (Goro), Arturo La Porta (Yamadori), Paolo Montarsolo (Bonze), Vera Magrini (Mutter). EMI CD: 4 83482 2, EMI LP: 41 4446 3.[9]:13947
- Juli 1962 (Grammy Award 1964: „Beste Opernaufnahme“; Opernwelt-CD-Tipp: „künstlerisch wertvoll“[10]): Erich Leinsdorf (Dirigent), Orchester und Chor der RCA Italiana. Leontyne Price (Cio-Cio-San), Rosalind Elias (Suzuki), Anna di Stasio (Kate Pinkerton), Richard Tucker (B. F. Pinkerton), Philip Maero (Sharpless), Piero de Palma (Goro), Robert Kerns (Yamadori), Virgilio Carbonari (Bonze), Fernanda Cadoni (Mutter). RCA Victor CD: 9026688842, RCA CD: RD 86160, RCA LP: VLS 45141 (3 LP), Sony BMG 82876 82622 2 (2 CD).[9]:13961
- August 1966 (Opernwelt-CD-Tipp: „Referenz-Aufnahme“[10]): John Barbirolli (Dirigent), Orchester und Chor des Teatro dell’Opera di Roma. Renata Scotto (Cio-Cio-San), Anna di Stasio (Suzuki), Silvana Padoan (Kate Pinkerton), Carlo Bergonzi (B. F. Pinkerton), Rolando Panerai (Sharpless), Piero de Palma (Goro), Giuseppe Morresi (Yamadori), Paolo Montarsolo (Bonze). EMI CD: 7 69654 2, EMI LP: 29 0839 3, EMI MC.[9]:13969
- April 1987 (Opernwelt-CD-Tipp: „DDD-Aufnahme“[10]): Giuseppe Sinopoli (Dirigent), Philharmonia Orchestra London, Ambrosian Opera Chorus. Mirella Freni (Cio-Cio-San), Teresa Berganza (Suzuki), Marianne Rørholm (Kate Pinkerton), Josep Carreras (B. F. Pinkerton), Joan Pons (Sharpless), Anthony Laciura (Goro), Mark Curtis (Yamadori), Kurt Rydl (Bonze), Hitomi Katagiri (Mutter). DGG CD: 423 567-2 (3 CD).[9]:14029